# Badanov
Badanov je priimek več oseb:
- Vasilij Mihailovič Badanov, sovjetski general
- Jurij Dimitrijevič Badanov, heroj Ruske federacije